# JKT48
Pour les articles homonymes, voir JKT.
JKT48 est un groupe pop féminin indonésien installé à Jakarta, créé en 2011, sur le modèle du groupe japonais affilié AKB48. Il s'agit du premier groupe-sœur étranger d'AKB48 produite par Yasushi Akimoto.

## Biographie
JKT48 tire son nom de la ville de base du groupe qui est celle de Jakarta, en Indonésie. Le pays a été considéré comme un marché potentiel pour les affaires du groupe en raison de sa population relativement jeune (à partir de 2012 environ la moitié est âgée de moins de 30 ans) et de la popularité des mangas japonais comme Slam Dunk et One Piece. Afin d'amener le concept d'AKB48 en Indonésie, Yasushi Akimoto producteur associé avec le plus grand conglomérat médiatique du pays Global Mediacom, le plus grand et le plus intégré groupe de médias du Sud-Est asiatique et japonais de l'entreprise de commerce électronique Rakuten.
Les auditions pour le choix des chanteuses sont lancées en septembre 2011. Les 28 membres sélectionnées sur les 1200 participantes sont présentées en novembre suivant, pour débuter en fin d'année. L'année suivante seront créés d'autres groupes étrangers similaires : TPE48 pour Taïwan puis SNH48 pour la Chine...
En 2013, les JKT48 réalisent leur premier album intitulé Heavy Rotation, on peut certifier ce dernier comme un album de reprises, puisque les chansons sont, dans un premier temps, des singles et, dans un deuxième temps, des reprises des groupes AKB48 et SKE48, traduites en indonésien.

## Membres

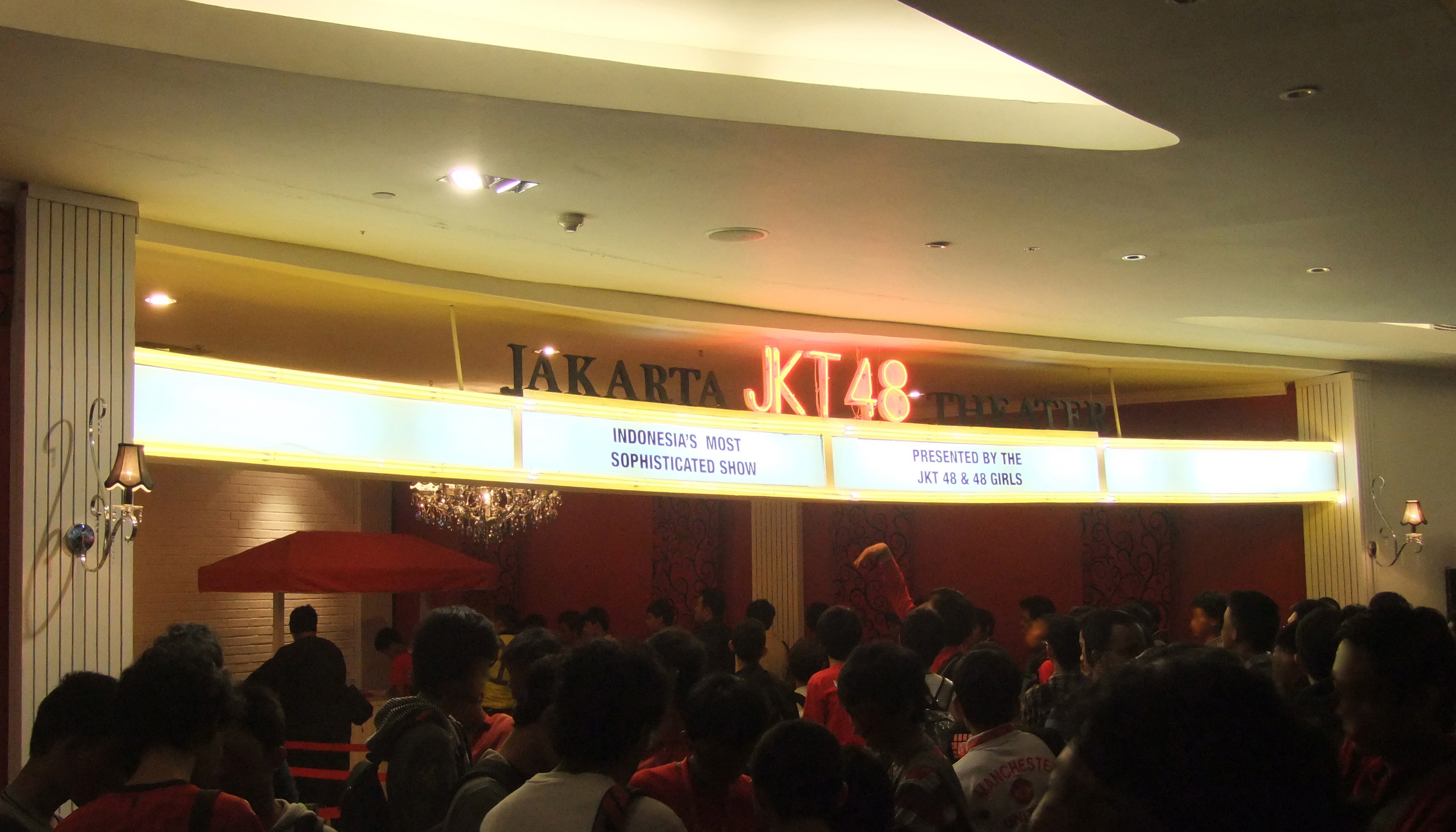
L'entrée du fX Sudirman, salle de thêâtre du groupe où ce dernier ce produit régulièrement et où les fans viennent le voir lors d'un concert

### Membres actuels
| Nom et Prénom                           | Date de Naissance | Génération   | Remarques         |
| --------------------------------------- | ----------------- | ------------ | ----------------- |
| Gabriela Margareth Warouw               | 11 avril 1998     | 1re générat° | Capitaine         |
| Cindy Hapsari Maharani Pujiantoro Putri | 13 septembre 1998 | 4e générat°  |                   |
| Shani Indira Natio                      | 5 octobre 1998    | 3e générat°  |                   |
| Aninditha Rahma Cahyadi                 | 5 janvier 1999    | 3e générat°  |                   |
| Feni Fitriyanti                         | 16 janvier 1999   | 3e générat°  |                   |
| Jinan Safa Safira                       | 8 juin 1999       | 4e générat°  |                   |
| Shania Gracia                           | 31 août 1999      | 3e générat°  |                   |
| Fransisca Saraswati Puspa Dewi          | 24 février 2000   | 3e générat°  | Également soliste |
| Jesslyn Callista                        | 20 avril 2000     | 7e générat°  |                   |
| Ariella Calista Ichwan                  | 12 mai 2000       | 6e générat°  |                   |
| Helisma Putri                           | 15 juin 2000      | 7e générat°  |                   |
| Amirah Fatin                            | 12 octobre 2000   | 8e générat°  |                   |
| Indah Cahya                             | 20 mars 2001      | 9e générat°  |                   |
| Gita Sekar Andarini                     | 30 juin 2001      | 6e générat°  |                   |
| Dhea Angelia                            | 18 août 2001      | 7e générat°  |                   |
| Tan Zhi Hui Celine                      | 21 août 2001      | 4e générat°  |                   |
| Fiony Alveria                           | 4 février 2002    | 8e générat°  |                   |
| Cornelia Vanisa                         | 26 juillet 2002   | 8e générat°  |                   |
| Yessica Tamara                          | 24 septembre 2002 | 7e générat°  |                   |
| Lulu Salsabila                          | 23 octobre 2002   | 8e générat°  |                   |
| Zahra Nur                               | 5 août 2003       | 8e générat°  |                   |
| Eve Antoinette Ichwan                   | 17 octobre 2003   | 5e générat°  |                   |
| Azizi Asadel                            | 16 mai 2004       | 7e générat°  |                   |
| Mutiara Azzahra                         | 12 juillet 2004   | 7e générat°  |                   |
| Adzana Shaliha                          | 8 janvier 2005    | 9e générat°  |                   |
| Febriola Sinambela                      | 26 février 2005   | 7e générat°  |                   |
| Flora Shafiq                            | 4 avril 2005      | 8e générat°  |                   |
| Jessica Chandra                         | 23 septembre 2005 | 7e générat°  |                   |
| Angelina Christy                        | 5 décembre 2005   | 7e générat°  |                   |
| Marsha Lenathea                         | 9 janvier 2006    | 9e générat°  |                   |
| Freya Jayawardana                       | 13 février 2006   | 7e générat°  |                   |
| Reva Fidela                             | 14 juillet 2006   | 8e générat°  |                   |
| Kathrina Irene                          | 26 juillet 2006   | 9e générat°  |                   |

### Ex-membres

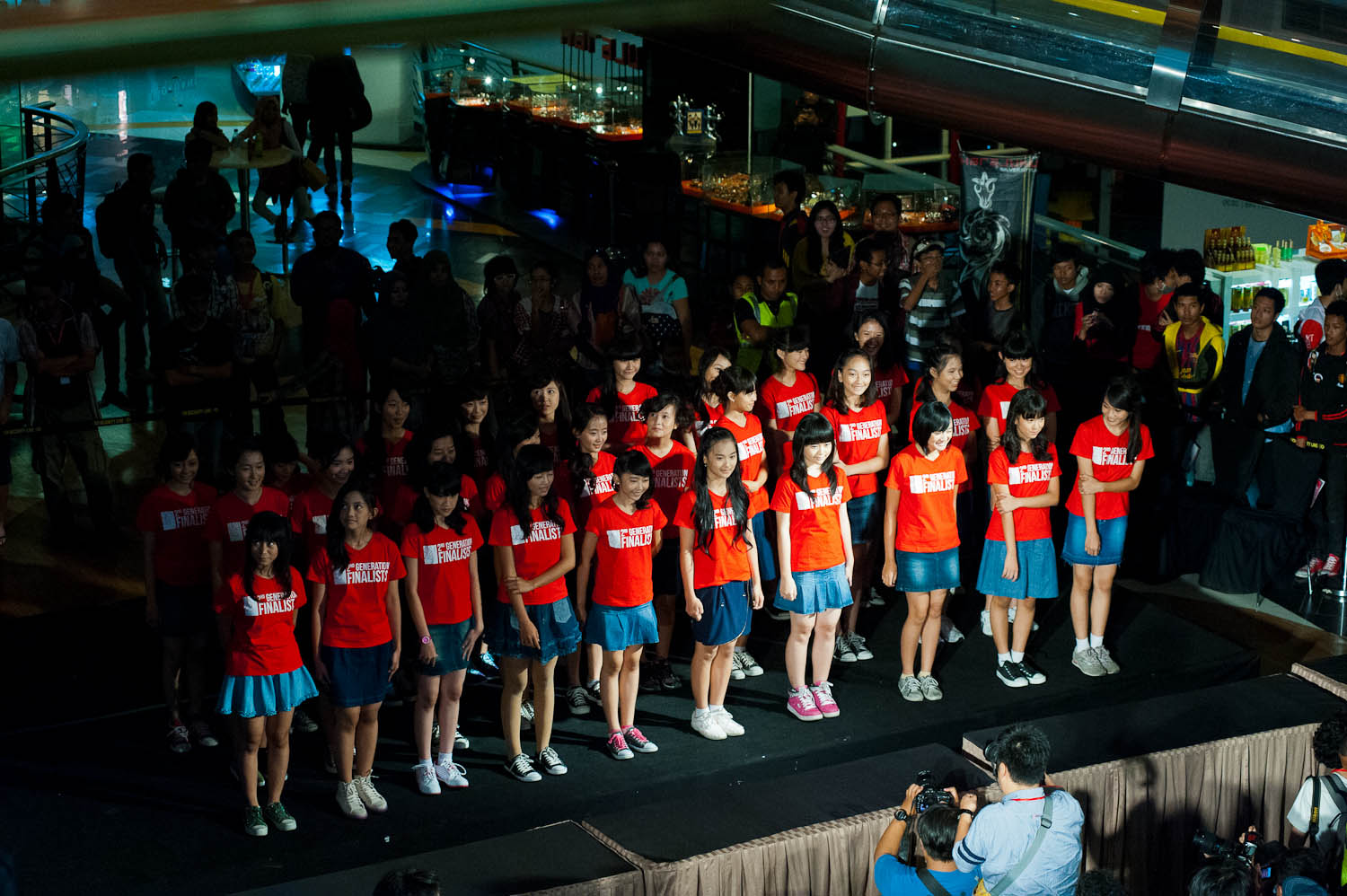
Photos des finalistes de la deuxième audition de génération. Les 31 finalistes ont ensuite été acceptées en tant que stagiaires suivant une audition finale au Japon.

- Siti Gayatri (Graduée le 13 février 2012)
- Intania Pratama Ilham (Graduée le 13 février 2012)
- Allisa Astri (Graduée le 10 mai 2012)
- Fahira (Graduée le 10 mai 2012)
- Neneng Rosediana (Graduée le 25 novembre 2012)
- Cleopatra (Graduée le 10 décembre 2012)
- Althea Callista (Graduée le 10 janvier 2013)
- Nurhalima Oktavianti (Graduée le 10 janvier 2013)
- Allisa Galliomova (Graduée le 21 janvier 2013)
- Olivia Robberecht (Graduée le 12 avril 2013)
- Annisa Athia (Graduée le 9 septembre 2013)
- Intar Putri Kariina (Graduée le 9 septembre 2013)
- Dellia Erdita (Graduée le 30 novembre 2013)
- Nadhifa Karimah (Graduée le 30 novembre 2013)
- Sonya Pandarwaman / Panda (Graduée le 22 décembre 2013)
- Diasta Priswarini / Nyash (Graduée le 22 décembre 2013)
- Stella Cornelia (Graduée le 28 décembre 2013)
- Noella Sisterina (Graduée le 23 janvier 2014)
- Cindy Gulla / Cindy (Graduée le 17 février 2014)
- Rica Leyona/ Riyo (Graduée le 4 décembre 2014)
- Pipit Ananda (Graduée le 24 mars 2014)
- Shaffa Nabila (Graduée août 2014)
- Milenia Christien Glory Goenawan (Graduée le 22 novembre 2014)
- Kezia Putri Andinta (Graduée le 22 novembre 2014)
- Zebi Magnolia Fawwaz (Graduée en décembre 2014)
- Anggie Putri Kurniasari (Graduée le 23 mars 2015)
- Rizka Khalila (Graduée le 23 mars 2015)
- Elaine Hartanto (Graduée le 3 avril 2016)
- Sofia Meifaliani (Graduée le 27 avril 2016)
- Novinta Dhini (Graduée le 17 août 2015)
- Thalia (Graduée le 26 août 2015)
- Octi Sevpin (Graduée le 26 août 2015)
- Andela Yuwono (Graduée le 4 septembre 2015)
- Jessica Berliana Ekawardani (Graduée le 31 octobre 2015)
- Mega Suryani (Graduée le 31 octobre 2015)
- Nina Hamidah (Graduée le 1er février 2016)
- Alycia Ferryana (Graduée le 1er février 2016)
- Farina Yogi Devani (Graduée le 1er février 2016)
- Indah Permata Sari (Graduée le 1er février 2016)
- Putri Farin Kartika (Graduée le 1er février 2016)
- Triarona Kusuma (Graduée le 1er février 2016
- Delima Rizky / Delima (Graduée le 18 mars 2016)
- Martha Graciela (Graduée le 22 avril 2016)
- Chikita Ravenska Mamesah (Graduée le 29 mai 2016)
- Anggita Destiana Dewi (Graduée le 27 juin 2016)
- Helma Sonya (Graduée le 9 septembre 2016)
- Rissanda Putri Tuarissa (Graduée le 9 septembre 2016)
- Rezky Wiranti Dhike (Graduée 13 septembre 2016)
- Jennifer Hanna (Graduée le 27 septembre 2016)
- Ghaida Farisya (Graduée le 20 novembre 2016)
- Sendy Ariani (Graduée le 1er décembre 2016)
- Nakagawa Haruka (Graduée le 30 décembre 2016)
- Nadhifa Salsabila (Graduée le 16 février 2017)
- Chintya Haninditakirana (Graduée le 16 février 2017)
- Yansen Indiani (Graduée le 3 mars 2017)
- Jessica Vania Widjaja (Graduée le 12 mars 2017)
- Jessica Veranda (Graduée le 22 avril 2017)
- Nabilah Ratna Ayu Azalia (Graduée le 31 octobre 2017)
- Melody Nurramdhani Laksani (Graduée le 31 mars 2018)
- Devi Kinal Putri (Graduée le 30 juin 2018)
- Adhisty Zara (Graduée le 4 décembre 2019)
- Ayana Shahab (Graduée le 8 décembre 2019)
- Viviyona Apriani (Graduée le 15 décembre 2019)
- Beby Chaesara Anadila (Graduée le 21 février 2021)
- Gaby Warouw (Graduée le 14 août 2022)
- Jinan Safa (Graduée le 18 mars 2023)

## Discographie

### Albums de scène
Team J
- [26 décembre 2012 - 28 décembre 2013] - 1st Stage "Renai Kinshi Jourei"「恋愛禁止条例」 (JKT48 Team J 1st Stage "Aturan Anti Cinta")
- [18 janvier 2014 -  26 avril 2015] - 2nd Stage "Dareka no Tame ni"「誰かのために」 (JKT48 Team J 2nd Stage "Demi Seseorang")
- [17 mars 2015 - 27 novembre 2016] - 3rd Stage "Theater no Megami" 「シアターの女神」 (JKT48 Team J 3rd Stage "Theater no Megami" / "Dewi Theater")

Team KIII
- [28 juin 2013 - 22 février 2014] - 1st Stage  "Boku no Taiyou"「僕の太陽」 (JKT48 Team KIII 1st Stage "Matahari Milikku")
- [8 mars 2014 - 14 mars 2015] - 2nd Stage "Seishun Girls"「青春ガールズ」 (JKT Team KIII 2nd Stage "Gadis-Gadis Remaja")
- [1er août 2015  - 27 novembre 2015] -3rd Stage "Saishuu Bell Ga Naru"「最終ベルが鳴る」 (JKT48 Team KIII 3rd Stage "Saishuu Bell Ga Naru" / "Bell Terakhir Berbunyi")

Team T
- [3 mars 2015 - 26 novembre 2016] 1st Stage "Te wo Tsunaginagara" 「手をつなぎながら」 (JKT48 Team T 1st Stage "Te wo Tsunaginagara" / "Sambil Menggandeng Erat Tanganku")
- [17 décembre   2016  - ] 2nd Stage "Renai Kinshi Jourei"「恋愛禁止条例」 (JKT48 Team T 2nd Stage "Renai Kinshi Jourei" / "Aturan Anti Cinta")

Kenkyuusei
- [17 mai 2012 - 13 décembre 2012 ; 11 janvier 2013 - 12 mai 2013] - Pajama Drive「パジャマドライブ」 (JKT48 Kenkyuusei "Pajama Drive")
- [17 mai 2013 - 25 juin 2013] - Boku no Taiyou 「僕の太陽」 (JKT48 Kenkyuusei "Boku no Taiyou" / "Matahari Milikku")

### Singles
Certaines chansons sont reprises des AKB48 (et éventuellement de SKE48).
Singles digitaux
1. 24 décembre 2012 - Heavy Rotation
2. 24 décembre 2012 - Kimi no Koto ga Suki Dakara -Karena Kusuka Dirimu-
3. 24 décembre 2012 - Baby! Baby! Baby!
4. 24 décembre 2012 - Ponytail to Shushu -Ponytail dan Shushu-
5. 2 décembre 2016 - Christmas
6. 16 mars 2021 - Darashinai Aishikata
7. 1er avril 2021 - Bukan PHO

Singles physiques
1. 11 mai 2013 - RIVER
2. 23 juillet 2013 - Yūhi wo Miteiru ka? -Apakah Kau Melihat Mentari Senja?-
3. 21 août 2013 - Fortune Cookie in Love -Fortune Cookie Yang Mencinta-
4. 26 novembre 2013 - Manatsu no Sounds Good! -Musim Panas Sounds Good!-
5. 5 mars 2014 - Flying Get
6. 11 juin 2014 - Gingham Check
7. 27 août 2014 - Kokoro no Placard -Papan Penanda Isi Hati-
8. 24 décembre 2014 - Kaze wa Fuiteiru -Angin Yang Berhembus-
9. 27 mars 2015 - Pareo wa Emerald -Pareo Adalah Emerald-
10. 27 mai 2015 - Kibouteki Refrain -Refrain Penuh Harapan-
11. 26 août 2015 - Halloween Night
12. 1er janvier 2016 - Beginner
13. 1er juin 2016 - Mae Shika Mukanee - Hanya Lihat Depan
14. 2 septembre 2016 - Love Trip
15. 21 décembre 2016 -Saikou ka yo
16. 8 mars 2017 - So Long !
17. 7 juin 2017 - Suzukake no Ki no Michi de "Kimi no Hohoemi wo Yume ni Miru" to Itteshimattara Bokutachi no Kankei wa Dou Kawatteshimaunoka, Bokunari ni Nannichi ka Kangaeta Ue deno Yaya Kihazukashii Ketsuron no youna Mono
18. 14 décembre 2017 - Kimi wa Melody
19. 7 juillet 2018 - Everyday, Kachuusha / UZA
20. 30 janvier 2019 - High Tension
21. 9 janvier 2020 - Rapsodi

## Récompenses
| Année | Événement                          | Prix                                                                                                   | Nomination     | Résultat   |
| ----- | ---------------------------------- | --- | -------------- | ---------- |
| 2012  | Yahoo! Indonesia OMG! Awards       | Best Group                                                                                             |                | Lauréat    |
| 2012  | HAI Readers Music Awards 2012      | Best Single                                                                                            | Heavy Rotation | Lauréat    |
| 2012  | HAI Readers Music Awards 2012      | Best Costume                                                                                           |                | Lauréat    |
| 2012  | HAI Readers Music Awards 2012      | Best Stage Performance                                                                                 |                | Lauréat    |
| 2012  | HAI Readers Music Awards 2012      | Best Freshmeat                                                                                         |                | Lauréat    |
| 2012  | HAI Readers Music Awards 2012      | Best of The Best                                                                                       |                | Lauréat    |
| 2013  | 100% Ampuh Awards                  | 100% Co Cuit (Best Girl Group)                                                                         |                | Lauréat    |
| 2013  | Dahsyatnya Awards                  | Best NewcomerHadiyanti 2013, These Are the Winners of Dahsyatnya Awards 2013[réf. nécessaire]          |                | Lauréat    |
| 2013  | Dahsyatnya Awards                  | Best Stage PerformanceHadiyanti 2013, Who Are the Candidates for Dahsyat Awards 2013?[réf. nécessaire] |                | Nomination |
| 2013  | Selebrita Awards 2013              | New Comer of The Year                                                                                  |                | Lauréat    |
| 2013  | SCTV Music Awards 2013             | Girlband Paling Ngetop                                                                                 |                | Nomination |
| 2013  | KLIK! Awards 2013                  | Favorite Newcomer                                                                                      |                | Lauréat    |
| 2013  | Indonesia Kids' Choice Awards 2013 | Favorite Boyband/Girlband                                                                              |                | Lauréat    |
| 2013  | AMI Award 2013                     | Best Vocal Group                                                                                       |                | Nomination |
| 2013  | AMI Award 2013                     | Best New Comer                                                                                         |                | Lauréat    |
| 2013  | Yahoo! OMG Awards Indonesia 2013   | Best Group                                                                                             |                | Lauréat    |
| 2013  | Yahoo! OMG Awards Indonesia 2013   | Celeb with Most Die-Hard Fans                                                                          |                | Lauréat    |
| 2013  | SCTV Awards 2013                   | Boy/Girl Band Paling Ngetop                                                                            |                | Nomination |
| 2014  | Dahsyatnya Awards                  | Best Duo/Collaboration                                                                                 |                | Lauréat    |
| 2014  | Dahsyatnya Awards                  | Best Song                                                                                              | River          | Lauréat    |
| 2014  | Dahsyatnya Awards                  | Best Stage Performance                                                                                 |                | Lauréat    |